# Jane Leade
Jane Leade (* März 1623 in Norfolk; † 19. August 1704) war eine christliche Mystikerin, deren spirituelle Visionen, die sie in einer Serie von Schriften publizierte, maßgeblich die Gründung und die Philosophie der Philadelphian Society („Philadelphische Sozietät“) in London beeinflusste.

## Jugend
Jane Leade entstammte einer angesehenen Familie und wurde sorgfältig erzogen. Im Alter von 15 Jahren erklärte sie, während einer Hochzeitsfeier eine Vision empfangen zu haben, in der ihr eine engelhafte Stimme dringend nahelegte, solche Frivolitäten aufzugeben und sich geistlichen Dingen zuzuwenden. Obwohl sie versprach, das zu tun, war die nächste Phase ihres Lebens sehr konventionell. Sie wurde entsprechend ihrer Neigung mit einem entfernten Cousin verheiratet und hatte vier Töchter mit ihm. Ihre 27-jährige Ehe war sehr stabil, doch ließ er sie bei seinem Tod mittellos in London zurück.
Zu dieser Zeit hatte sie ihre erste Vision von der „Jungfrau-Sophia“, dem femininen Aspekt Gottes, der im Buch der Sprüche in der Bibel beschrieben ist. Sophia versprach, ihr die Geheimnisse des Universums zu entschlüsseln. Leade erklärte sich selbst zur „Braut Christi“ und fuhr fort, ihre ständigen Visionen in ähnlicher Weise wie ihre Vorgängerin, Hildegard von Bingen, aufzuzeichnen. Ihre mystischen Aufzeichnungen wuchsen schließlich auf mehrere Bände an.

## DiePhiladelphian Society
1670 gründete Jane Leade, zusammen mit John Pordage, einem protestantischen Priester aus Berkshire und Anhänger Jacob Böhmes, sowie Thomas Bromley die Philadelphian Society für den Fortschritt der Frömmigkeit und der Göttlichen Philosophie. Leades Schriften bildeten den Kern der geistlichen Ziele und Ideen der Gesellschaft. Die Bewegung blühte bis Anfang des 18. Jahrhunderts, als mit Leades Tod die Mitgliedschaft zu schrumpfen begann. Trotzdem fand sie Anhänger in Europa (z. B. Dodo (II.) zu Innhausen und Knyphausen (1641–1698); Johanna Eleonora Petersen) und Amerika.

## Der Ökumenische Gedanke (Einheit in Vielfalt)
Leade glaubte, dass die Herrschaft Christi unmittelbar bevorstünde, doch erst nach Aufhebung der konfessionellen Zerrissenheit. Die Bruderliebe (Philadelphia) sollte die Christen vereinen. Dabei konnten die einzelnen Konfessionen als Notdach einstweilen bestehen bleiben. Mit Leibniz teilte sie den Gedanken der Weltharmonie.

## Sonstiges
Bisweilen wurde sie mit der Autorin des alchemistischen Traktats Sonnenblume der Weisheit (Leona Constantia) identifiziert.